# 衝鋒駿驥
衝鋒駿驥（日语：ダッシャーゴーゴー），是日本純種競賽馬匹。生涯活躍於短途賽事，曾在2010年勝出人馬錦標，其後在2011年接連勝出海洋錦標及CBC賞。

## 出賽前
2007年3月22日出生於北海道日高町下河邊牧場，成長途中被馬主蘆田信購入。
其後交由栗東訓練中心練馬師安田隆行訓練。

## 競賽生涯

### 2歲
2009年7月26日出戰小倉競馬場2歲新馬戰，初段維持於最先頭位置下在彎道稍微墮後至第二，進入直路後重新加速上前，最終輕鬆取得勝利。
其後以小倉兩歲錦標作為目標，比賽初段繼續在約莫第三、四左右的位置推進，進入直路後發揮不俗的末腳展開衝刺，最終僅敗於Jewel of Nile取得亞軍。
10月3日出戰桔梗錦標，比賽途中處於第三的位置下在彎道初段逐步放緩，於直路上沿中外檔的空位逐步上前，最終拉開第二名2馬位取得勝利。
1個月後挑戰二級賽京王盃兩歲錦標，雖然賽前取得第一人氣，但在比賽途中因處於中團位置而未能在直路修復失地，最終僅跑獲第四的戰績。
年末選擇以朝日盃未來錦標作為目標，但保持在先頭位置下於直路無法維持穩定的走勢，最終大幅失速下以第十二慘敗。

### 3歲
2010年以3月的獵鷹錦標作為首戰，本次比賽採用先行戰術下維持在第三的位置，通過彎道時候逐步透出望空。進入直路後，其嘗試展開衝刺但僅能維持均速狀態，最終以第四落敗。
2個星期後出戰公開賽木茼蒿錦標，採用領放戰術下在直路未能保持優勢，大幅失速下以第八完賽。
進入夏季陣營安排其出戰CBC賞，為其首次和年長馬匹對決。比賽開始後，其選擇保持在第九、十左右的中後段位置等待時機，在彎道末段開始發力抽出。進入直路後，其於較為外檔位置開始加速，一舉衝出下跑出全場最快末腳速度，最終僅未能追上領放馬頭條之星取得第二。
2個月後以北九州紀念作為目標，然而一直處於後方無法衝出下以第十一第大敗。
入秋後以人馬錦標作為起動戰，保持在先頭位置下逐步推進，一直維持於約莫第四左右的位置。進入直路後，其繼續加速越過前方力弱的對手，最終成功抵擋後上馬綠色駿威的追擊取得首個分級賽冠軍。

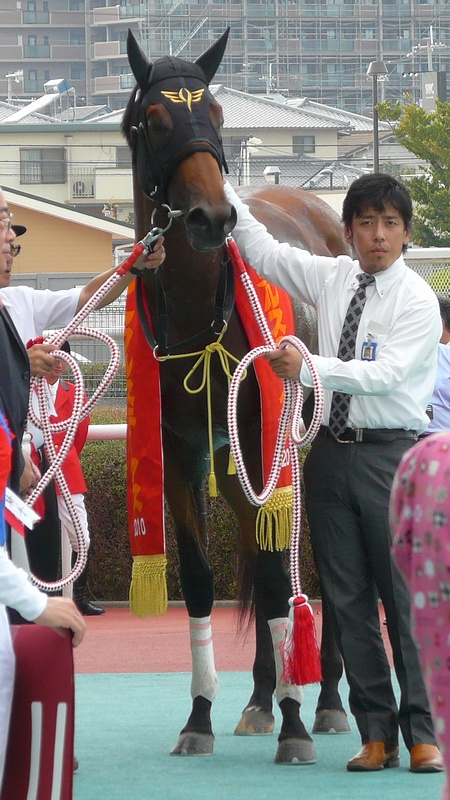
人馬錦標頒獎儀式

10月上旬以短途馬錦標作為目標，比賽初段在中團位置推進下於彎道前開始上前，在過彎時逐步進佔前方的位置。進入直路後，其在中檔位置向內靠攏，奮力衝刺下迫近前方賽駒，最終以鼻位差距在極奇妙後方第二的位置衝線。然而根據賽後的審議，其在直路上的內閃行為被指出影響於最內欄位置取位的聖卡羅，最終被貶至第四。
年末以京阪盃作為收官之戰，但本次比賽一直處於後方位置下在直路毫無亮點，最終僅跑獲第十的戰績。

### 4歲
2011年3月出戰海洋錦標，比賽初段出閘不錯下進佔第五的位置，在彎道處開始尋找位置加速。進入直路後，其隨即發揮自身的衝刺力開始突圍，最終超越對手下取得第二個分級賽冠軍。
其後挑戰一級賽高松宮紀念，比賽初段迅速搶前並跟隨在領放馬頭條之星後方的位置，於彎道處開始發力迫近對手。進入直路後，其一度超越頭條之星取得領先，但後續未能保持完全的衝刺下被拳壇奇蹟、聖卡羅及都市魅力超越以第四衝線。而在賽後審議中，其被賽會指出於第三彎道位置存在內閃斜行的行為並影響到咖啡寶，因而被貶至第十一名，成為繼迷人景致後第二匹在兩場一級賽被貶名次的賽駒。
經歷短暫放草後於6月復出出戰CBC賞，本次比賽選擇於後方第十一左右的位置展開推進，通過彎道時開始發力上前。進入直路後，其繼續保持過彎時的姿態展開追擊，最終在最後一步成功超越領放馬頭條之星，以3/4馬位擊敗對手奪冠。

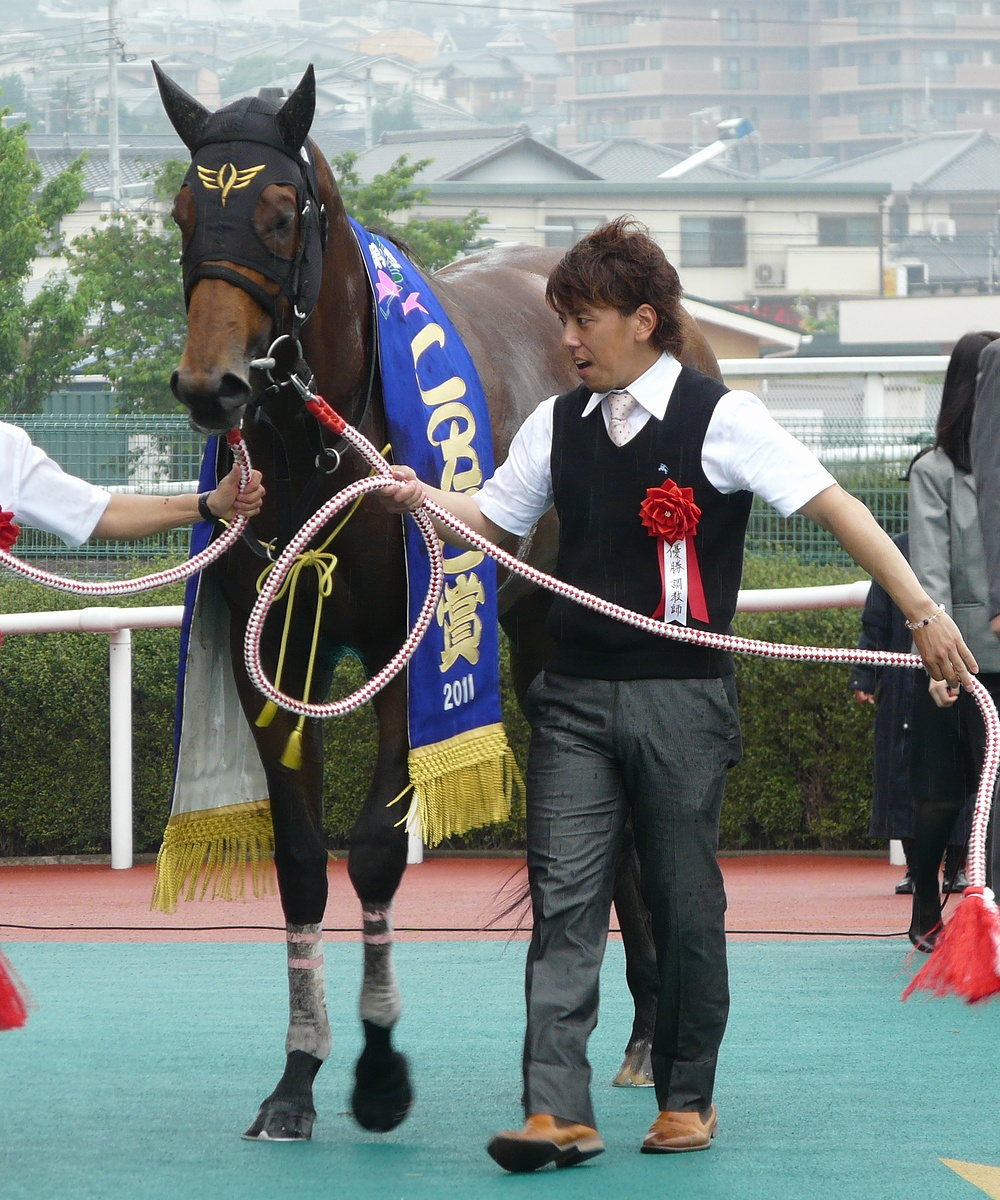
CBC賞頒獎儀式

再度前方放草後以9月的人馬錦標作為秋季首戰，維持在中團位置下於彎道逐步望空，於直路稍為加速下迫近前方，可惜未能戰勝榮進女神及天久下取得第三。
其後出戰短途馬錦標，繼續採用居中戰術下無法在直路展現以往的衝刺力，最終以第十一的戰績落敗。
11月陣營安排其前往角逐日本育馬場盃短途賽，為其自新馬戰以來再度出戰泥地賽事。比賽開始後，其保持在約莫中團的位置，於直路上開始加速衝刺下一度取得領先，可惜最後仍然未能超越Sei Crimson及被Suni追上，以第三的戰績完賽。

### 5歲
2012年繼續以海洋錦標作為目標，但在直路上未能維持速度下逐步墮退，最終以第九落敗。
其後出戰高松宮紀念，比賽初段維持於先頭有利位置推進，進入直路後開始在中內欄位置展開加速，雖然未能做出有效的突破，但仍然可以守住一席第四的戰績。
7月第三度挑戰CBC賞，比賽初段報錯在中團位置下於彎道處開始追擊，在直路繼續跑出走勢下逐步迫近前方賽駒，最終以第三的戰績完賽。
8月26日出戰堅蘭盃，本次比賽採用先行戰術維持在約莫第三的位置推進，於直路逐步縮窄和前方的距離下仍然未能超越三人共舞，最終以鼻位差距憾負。
秋季直接出戰短途馬錦標，然而採取前置戰術下於直路失速沉底，最終以包尾第十六大敗。

### 6歲
2013年改變策略以絲路錦標作為首戰，保持在先頭位置穩步推進下於直路開始透出，其後一直和一同衝出的華倫之夢展開纏鬥，但最終敗於對手以鼻位差距取得第二。
其後前往海洋錦標作為調整，本次比賽選擇於中團位置追走下於直路才開始展開加速，但最終未能追上一早在前方建立優勢的櫻花福音再度取得第二。
3月挑戰高松宮紀念，於第七的位置展開推進下在直路雖然跑出不俗的衝刺，但未能最大程度加速下敗於龍王、華倫之夢、白山明月及櫻花福音取得第五。
5月前往新加坡遠征KrisFlyer國際短途錦標，然而出閘前暴走加上於賽事途中蹄鐵脫落，完全未能跑出優勢下以尾二第十完賽。
返回日本休養後原定於9月復出，但被檢查出右前腳患有肌腱炎下需要繼續長期休養。

### 7歲
2014年9月復出出戰人馬錦標，然而未能發揮表現下以第十四大敗。
其後前往短途馬錦標，繼續維持頹勢下以包尾第十八大敗。

### 8歲
2015年仍然現役，但於首戰海洋錦標經已以第十四大敗。
其後陣營考慮其狀態及年齡，決定安排其退役。

### 詳細賽績
| 日期       | 舉辦國家 | 馬場   | 距離   | 級別 | 賽事名稱              | 負重 | 騎師     | 馬號 | 出馬 | 名次 | 時間    | 頭馬（二馬）        |
| ---------- | -------- | ------ | ------ | ---- | --------------------- | ---- | -------- | ---- | ---- | ---- | ------- | ------------------- |
| 26/7/2009  | 日本     | 小倉   | 泥1000 |      | 2歲新馬               | 54   | 川田將雅 | 9    | 10   | 1    | 0:59.2  | （M O Gold）        |
| 6/9/2009   | 日本     | 小倉   | 草1200 | GIII | 小倉兩歲新馬          | 54   | 佐藤哲三 | 14   | 14   | 2    | 1:09.0  | Jewel of Nile       |
| 3/10/2009  | 日本     | 阪神   | 草1400 | OP   | 桔梗錦標              | 56   | 佐藤哲三 | 9    | 16   | 1    | 1:22.4  | （Nishino Moretta） |
| 14/11/2009 | 日本     | 東京   | 草1400 | GII  | 京王盃兩歲錦標        | 55   | 後藤浩輝 | 6    | 17   | 4    | 1:22.2  | 榮進神駒            |
| 20/12/2009 | 日本     | 中山   | 草1600 | GI   | 朝日盃未來錦標        | 55   | 佐藤哲三 | 5    | 16   | 12   | 1:35.1  | 玫瑰帝國            |
| 20/3/2010  | 日本     | 中京   | 草1200 | GIII | 獵鷹錦標              | 56   | 和田龍二 | 7    | 18   | 4    | 1:09.0  | A Shin Whity        |
| 3/4/2010   | 日本     | 阪神   | 草1400 | OP   | 木茼蒿錦標            | 57   | 佐藤哲三 | 14   | 16   | 8    | 1:21.7  | Shigeru Motonari    |
| 13/6/2010  | 日本     | 京都   | 草1200 | GIII | CBC賞                 | 52   | 古川吉洋 | 15   | 18   | 2    | 1:09.0  | 頭條之星            |
| 15/8/2010  | 日本     | 小倉   | 草1200 | GIII | 北九州紀念            | 54   | 川田將雅 | 16   | 18   | 11   | 1:08.0  | 瑪麗莎              |
| 12/9/2010  | 日本     | 阪神   | 草1200 | GII  | 人馬錦標              | 55   | 川田將雅 | 11   | 15   | 1    | 1:08.0  | （綠色駿威）        |
| 3/10/2010  | 日本     | 中山   | 草1200 | GI   | 短途馬錦標            | 55   | 川田將雅 | 2    | 16   | 4    | 1:07.4  | 極奇妙              |
| 27/11/2010 | 日本     | 京都   | 草1200 | GIII | 京阪盃                | 56   | 古川吉洋 | 13   | 18   | 10   | 1:08.5  | Spring Song         |
| 5/3/2011   | 日本     | 中山   | 草1200 | GIII | 海洋錦標              | 58   | 川田將雅 | 5    | 16   | 1    | 1:07.8  | （拳壇奇蹟）        |
| 27/3/2011  | 日本     | 阪神   | 草1200 | GI   | 高松宮紀念            | 57   | 川田將雅 | 13   | 16   | 11   | 1:08.2  | 拳壇奇蹟            |
| 12/6/2011  | 日本     | 阪神   | 草1200 | GIII | CBC賞                 | 58.5 | 川田將雅 | 11   | 16   | 1    | 1:08.1  | （頭條之星）        |
| 11/9/2011  | 日本     | 阪神   | 草1200 | GII  | 人馬錦標              | 58   | 川田將雅 | 14   | 15   | 3    | 1:08.6  | 榮進女神            |
| 2/10/2011  | 日本     | 中山   | 草1200 | GI   | 短途馬錦標            | 57   | 川田將雅 | 8    | 15   | 11   | 1:08.3  | 真機伶              |
| 3/11/2011  | 日本     | 大井   | 泥1200 | JpnI | 日本育馬場盃短途賽    | 57   | 横山典弘 | 15   | 14   | 3    | 1:10.3  | Suni                |
| 3/3/2012   | 日本     | 中山   | 草1200 | GIII | 海洋錦標              | 56   | 横山典弘 | 3    | 16   | 9    | 1:09.8  | 一卡美鑽            |
| 25/3/2012  | 日本     | 中京   | 草1200 | GI   | 高松宮紀念            | 57   | 横山典弘 | 15   | 18   | 4    | 1:10.4  | 真機伶              |
| 1/7/2012   | 日本     | 中京   | 草1200 | GIII | CBC賞                 | 59   | 横山典弘 | 12   | 17   | 3    | 1:08.9  | 神通鼎盛            |
| 26/8/2012  | 日本     | 札幌   | 草1200 | GIII | 堅蘭盃                | 56   | 横山典弘 | 5    | 14   | 2    | 1:07.6  | 三人共舞            |
| 30/9/2012  | 日本     | 中山   | 草1200 | GI   | 短途馬錦標            | 57   | 横山典弘 | 13   | 16   | 16   | 1:08.1  | 龍王                |
| 27/1/2013  | 日本     | 京都   | 草1200 | GIII | 絲路錦標              | 59   | 川田將雅 | 16   | 16   | 2    | 1:08.6  | 華倫之夢            |
| 2/3/2013   | 日本     | 中山   | 草1200 | GIII | 海洋錦標              | 56   | 川田将雅 | 5    | 16   | 2    | 1:08.6  | 櫻花福音            |
| 24/3/2013  | 日本     | 中京   | 草1200 | GI   | 高松宮紀念            | 57   | 川田将雅 | 17   | 17   | 5    | 1:08.5  | 龍王                |
| 19/5/2013  | 新加坡   | 克蘭芝 | 草1200 | GI   | KrisFlyer國際短途錦標 | 57   | 李寶利   | 8    | 11   | 10   | 1:11.33 | 天久                |
| 14/9/2014  | 日本     | 阪神   | 草1200 | GII  | 人馬錦標              | 56   | 川田將雅 | 14   | 15   | 14   | 1:08.9  | 歌爾達              |
| 5/10/2014  | 日本     | 新潟   | 草1200 | GI   | 短途馬錦標            | 57   | 勝浦正樹 | 7    | 18   | 18   | 1:09.8  | 瑞草祥龍            |
| 7/3/2015   | 日本     | 中山   | 草1200 | GIII | 海洋錦標              | 56   | 大野拓彌 | 9    | 16   | 14   | 1:09.7  | 櫻花福音            |

## 退役後
退役後，衝鋒駿驥並未成為配種馬，而是於滋賀縣甲賀市水口馬術俱樂部休養，在2015年作為乘騎馬使用。

## 血統簡介
父系櫻花進王爲日本賽駒，生涯稱霸短途賽事，於1993及1994年連霸短途馬錦標。祖父Sakura Yutaka O亦爲日本賽駒，生涯戰績優秀，曾於1986年勝出秋季天皇賞。
母系Negano為加拿大生產的美國賽駒，生涯出戰九場賽事僅勝出一場。外祖父Miswaki爲美國生產的法國賽駒，生涯戰績不俗，曾勝出一級賽撒拉曼德大賽。

### 血統表
| 父線：Tesco Boy系（Princely Gift系）           |                                 |                    |                  |
| 種馬 櫻花進王 1989年（棗色）                   | Sakura Yutaka O 1982年（栗色）  | Tesco Boy          | Princely Gift    |
| 種馬 櫻花進王 1989年（棗色）                   | Sakura Yutaka O 1982年（栗色）  | Tesco Boy          | Suncourt         |
| 種馬 櫻花進王 1989年（棗色）                   | Sakura Yutaka O 1982年（栗色）  | Angelica           | Never Beat       |
| 種馬 櫻花進王 1989年（棗色）                   | Sakura Yutaka O 1982年（栗色）  | Angelica           | Star Highness    |
| 種馬 櫻花進王 1989年（棗色）                   | Sakura Hogaromo 1984年（棗色）  | 北方風味           | 北地舞人         |
| 種馬 櫻花進王 1989年（棗色）                   | Sakura Hogaromo 1984年（棗色）  | 北方風味           | Lady Victoria    |
| 種馬 櫻花進王 1989年（棗色）                   | Sakura Hogaromo 1984年（棗色）  | Clear Amber        | Ambiopoise       |
| 種馬 櫻花進王 1989年（棗色）                   | Sakura Hogaromo 1984年（棗色）  | Clear Amber        | One Clear Call   |
| 繁殖雌馬 Negano 1996年（栗色）                 | Miswaki 1978年（栗色）          | 淘金者             | Raise a Native   |
| 繁殖雌馬 Negano 1996年（栗色）                 | Miswaki 1978年（栗色）          | 淘金者             | Gold Digger      |
| 繁殖雌馬 Negano 1996年（栗色）                 | Miswaki 1978年（栗色）          | Hopespringseternal | Buckpasser       |
| 繁殖雌馬 Negano 1996年（栗色）                 | Miswaki 1978年（栗色）          | Hopespringseternal | Rose Bower       |
| 繁殖雌馬 Negano 1996年（栗色）                 | Mademe Treasurer 1983年（棗色） | Key to the Mint    | Graustark        |
| 繁殖雌馬 Negano 1996年（栗色）                 | Mademe Treasurer 1983年（棗色） | Key to the Mint    | Key Bridge       |
| 繁殖雌馬 Negano 1996年（栗色）                 | Mademe Treasurer 1983年（棗色） | Halo Dancer        | Halo             |
| 繁殖雌馬 Negano 1996年（栗色）                 | Mademe Treasurer 1983年（棗色） | Halo Dancer        | Slight Deception |
| 雌系：號族：18                                 |                                 |                    |                  |
| 五代內近親交配：北地舞人 4×5、Princequillo 5×5 |                                 |                    |                  |

## 命名由來
名字中，Dasher（ダッシャー）意思為「幹勁滿滿、精力充沛的人」，Go Go（ゴーゴー）則有「向前邁進」的意思，香港結合兩部分意思，翻譯為「衝鋒駿驥」。

## 外部連結
- 衝鋒駿驥 netkeiba.com
- 血統表